# عبد الله الدوسري (لاعب كرة قدم مواليد 1990)
عبد الله الدوسري (ولد في 24 يونيو 1990) يلعب في مركز دفاع.
لعب بعد الهلال لأندية النهضة والشباب و الفتح و الوشم و الفيحاء و الشعلة و الساحل.

## روابط خارجية
- عبد الله الدوسري على موقع قاعدة بيانات كرة القدم.إي يو (الإنجليزية)
- عبد الله الدوسري على موقع قاعدة بيانات كرة القدم.إي يو (الإنجليزية)
- عبد الله الدوسري على موقع Soccerway.com (الإنجليزية)